# Rancho Nuevo, Ajalpan
Rancho Nuevo är en ort i Mexiko.   Den ligger i kommunen Ajalpan och delstaten Puebla, i den sydöstra delen av landet, 240 km öster om huvudstaden Mexico City. Rancho Nuevo ligger 2 513 meter över havet och antalet invånare är 643.
Terrängen runt Rancho Nuevo är kuperad. Runt Rancho Nuevo är det ganska tätbefolkat, med 134 invånare per kvadratkilometer. Närmaste större samhälle är Tecpantzacoalco, 2,9 km nordost om Rancho Nuevo. Omgivningarna runt Rancho Nuevo är en mosaik av jordbruksmark och naturlig växtlighet.